# Мартіна Вачкова
Мартіна Грігорова Вачкова (болг. Мартина Вачкова; нар. 29 липня 1959 року, Софія, НРБ) — болгарська акторка.

## Життєпис
Народилася 29 липня 1959 року у Софії. Закінчила Вищий інститут театрального мистецтва (1982). Вачкова працювала у різних театрах Болгарії. Також акторка бере участь у кінематографічних проєктах та працює на телебаченні.

## Вибіркова фільмографія
- У ніч на п'ятницю (1987)
- Іспанська муха (1991)